# Moro - Satragni (álbum)
Moro-Satragni es el único y primer álbum del grupo Moro-Satragni, grabado en el estudio Panda entre finales de 1983 y comienzos de 1984 siendo sus Ing. de Sonido, Amilcar Gilabert y Mario Breuer y editado en 1983. En este disco participan músicos como Charly García, David Lebón, Leo Sujatovich, Oscar Feldman, Pablo Rodríguez, Oscar Kreimer, Osvaldo Fattoruso, Luis Alberto Spinetta, Gustavo Bazterrica, Ricardo Mollo, Lito Epumer y Diego Rapoport. 

## Lista de canciones
| N.º | Título                           | Escritor(es)           | Duración |  |
| 1.  | «Aguantando con fiebre»          | Beto Satragni          | 4:14     |  |
| 2.  | «Canecandombe»                   | Beto Satragni          | 5:19     |  |
| 3.  | «Dale amor a tu tierra»          | Beto Satragni          | 3:51     |  |
| 4.  | «Cómo me gustaría ser negro»     | Charly García          | 3:17     |  |
| 5.  | «Tan sólo un lugar»              | Beto Satragni          | 4:24     |  |
| 6.  | «Canción de alguien»             | Oscar Moro             | 3:50     |  |
| 7.  | «Mirada azul»                    | Luis Alberto Spinetta  | 4:52     |  |
| 8.  | «Todo lo que pueda hacerme bien» | David Lebón Oscar Moro | 3:23     |  |

## Músicos
- Beto Satragni: voz principal, bajo, guitarra acústica, coros
- Oscar Moro: batería, percusión

### Invitados
- Charly García: voz principal, teclados, coros en 4
- Luis Alberto Spinetta: guitarra en 7
- David Lebon: voz principal, guitarra en 8
- Lito Epumer, Ricardo Mollo, Gustavo Bazterrica: guitarras
- Diego Rapoport: piano eléctrico
- Leo Sujatovich: teclados, sintetizadores
- Oscar Feldman, Pablo Rodríguez, Oscar Kreimer: saxos
- Osvaldo Fattoruso: percusión, timbaletas

- Datos: Q28842028